# ثورلی
ثورلی (به انگلیسی: Thurleigh) یک روستا و محله مدنی در بریتانیا است که در Bedford واقع شده‌است. ثورلی ۶۹۶ نفر جمعیت دارد.